# Йоганн Лоренц Бенцлер
Йоганн Лоренц Бенцлер (нім. Johann Lorenz Benzler ; нар. 19 лютого 1747, Лемго, Північний Рейн-Вестфалія — пом. 3 квітня 1817, Вернігероде, Саксонія-Ангальт) — німецький бібліотекар, перекладач і письменник.

## Біографія
Бенцлер спочатку був гессенським поштмейстером у Лемго. З 1773 до 1783 року Бенцлер був редактором газети Lippische Intelligenzbltter. Водночас, з 1780 він був співробітником бібліотеки, з 1783 — бібліотекарем, а з 1794 — графським радником графа Крістіана Фрідріха цу Штольберга-Вернігероде у Вернігероде. Дружив з письменником Йоганном Вільгельмом Людвігом Глеймом з Гальберштадту.
1807 року він став хрещеним батьком графа Вільгельма цу Штольберг-Вернігероде в замку Вернігероде.
У 1775 році він одружився з Марією Софі Шарлоттою, до шлюбу Шток (1759—1789). Народилися діти Софі Єлизавета Шарлотта (1776—1777), Йоганн Вільгельм Август (1778—1831), Софі Єлизавета Доротея Юліана (1780—1785), Юстус Лоренц (1782—1849) і Фрідріх Генріх Леопольд (1787—1790).
1790 року Бенцлер одружився вдруге з Єлизаветою Генрієттою, до шлюбу Юнг (1763—1794), яка народила дочку Августу Кюстер (1791—1875).
1795 року Бенцлер одружився втретє, з Вільгельміною Йозефою Петронеллою, до шлюбу Шедлер або Шайд(е)лер. Вона народила сина Фрідріха Леопольда (1800—1803).
Бенцлер помер від хвороби грудної клітини в 1817 році і був похований 6 квітня на цвинтарі Теобальді в Нешенроді.